# Argiria
L'argiria (dal greco ἄργυρος, che significa "argento") è un'alterazione cutanea ed una condizione acquisita causata dall'esposizione o dall'ingestione di argento e si manifesta con l'insidioso sviluppo di discromia mucocutanea grigia o blu. L'argiria può causare pigmentazione cutanea localizzata o generalizzata, a seconda della forma di esposizione all'argento. L'argento, nella sua forma elementare, è un prezioso metallo di transizione bianco, dotato di una ottima conducibilità elettrica, conducibilità termica e riflessività, conferendogli una vasta gamma di utilizzi.
L'argento ha un ruolo diversificato nella società, dalla gioielleria ai dispositivi di filtrazione. 
Un tempo usato per credute proprietà antibatteriche, soppiantato dalle penicilline, che sono state tra i primi farmaci ad essere efficaci contro molte infezioni batteriche causate da stafilococchi e streptococchi.
Una revisione sistematica del 2012 riportava che l'argento topico mostrava un tempo di guarigione significativamente peggiore rispetto ai campioni di controllo e non mostrava alcuna prova dell'efficacia nel prevenire le infezioni delle ferite. La revisione sistematica Cochrane concluse che “Ci sono insufficienti prove per stabilire se le garze contenenti argento o agenti cutanei favoriscano la guarigione o prevengano dall'infezione delle ferite”.

## Clinica

### Eziologia
Le principali cause più comuni dell'argiria sono legate all'esposizione sul luogo di lavoro o all'uso di medicinali. Coloro che lavorano nel settore orafo, i minatori d'argento, gli argentieri e gli sviluppatori di fotografie sono spesso esposti a composti contenenti argento. L'argiria professionale, spesso attraverso l'assorbimento cutaneo, mucoso o inalatorio, tende a essere più localizzata in una specifica area del corpo; ad esempio, le dita di un levigatore di gioielli. Da notare che sono stati segnalati casi di argirosi oculare negli argentieri a causa del deposito di argento nella cornea.
L'esposizione medicinale è diventata molto meno comune nell'era moderna, poiché le proprietà antimicrobiche dell'argento sono inefficaci rispetto agli antibiotici attuali. Di conseguenza, ci sono poche applicazioni medicinali con l'approvazione della Food and Drug Administration per prodotti contenenti argento negli Stati Uniti. Nella medicina moderna, l'argento viene utilizzato in forme mediche, tra cui la solfadiazina d'argento e il nitrato d'argento. Di seguito sono elencati gli utilizzi medici approvati dalla Food and Drug Administration:
- Nitrato d'argento oftalmico per l'oftalmia neonatorum da gonorrea.
- Nitrato d'argento cutaneo per la cauterizzazione delle mucose.
- Solfadiazina d'argento cutanea per le ferite derivanti da ustioni di secondo e terzo grado.
- Acetato d'argento mucocutaneo per smettere di fumare a causa del suo sgradevole sapore metallico quando combinato con il fumo.
- Cateteri e tubi endotracheali impregnati d'argento come ausilio antimicrobico.

Nonostante la diminuzione delle applicazioni medicinali, c'è ancora un mercato per l'argento colloidale come cura universale nella medicina alternativa e omeopatica. Viene pubblicizzato come un promotore del sistema immunitario ed è facilmente reperibile online e in farmacie e supermercati senza necessità di prescrizione medica. Inoltre, le proprietà igieniche dell'argento hanno portato all'aggiunta di argento nel dentifricio, nelle lenti a contatto, nei cerotti, nelle tinture per capelli e negli assemblaggi delle pompe tiralatte per il seno.

### Epidemiologia
L'argiria è molto meno comune nel XXI secolo a causa della diminuzione dell'esposizione pesante all'argento e del suo utilizzo in medicina; tuttavia, esiste ancora. I casi di argiria generalizzata nella società moderna sono tipicamente riscontrati in individui che consumano argento colloidale come forma di medicina alternativa. L'argiria colpisce individui di tutte le razze, generi e fasce d'età senza alcuna predilezione specifica.

### Fisiopatologia
Il corpo tende a conservare una piccola quantità di argento naturale, quindi il contenuto cumulativo di argento aumenta con l'età nel corpo. La composizione accumulata è costituita dalla proteina di legame ed è presente nei tessuti. Con una quantità aumentata di argento, la fotoattivazione e la riduzione del metallo producono una discromia grigio-azzurra della pelle nelle zone esposte alla luce.
Esistono tre sottotipi di argiria:
- Argiria generalizzata. Questa è dovuta all'esposizione sistemica all'argento seguita dalla sua assunzione da parte della dermide, che porta a una tonalità grigia/azzurra o metallica diffusa alla pelle. Questa differenza di colore diventa evidente principalmente nelle zone esposte al sole. Azure lunula è un sottotipo in cui si verifica una discromia bluastra delle lunule delle unghie.
- Argiria localizzata. Questa è dovuta alla deposizione locale di argento attraverso incisioni cutanee o assorbimento percutaneo attraverso i pori delle ghiandole sudoripare. Le macchie maculari risultanti o i gruppi di macchie tendono a essere più scure, talvolta quasi nere. Il tatuaggio da amalgama è il sottotipo più comune di argiria localizzata ed è dovuto all'impregnazione di amalgama dentale contenente argento nella mucosa orale, che può verificarsi durante procedure di odontoiatria restaurativa. È caratterizzato da una lesione mucosale piatta e scura di colore blu scuro vicino a un dente restaurato.
- Argirosis. Questo è dovuto alla deposizione di argento nell'occhio. Le lesioni hanno una predilezione per la membrana di Descemet corneale e appaiono come piccole lesioni più scure con tonalità verdastre e marroni.

### Istopatologia
L'esame istologico di una biopsia cutanea nei pazienti sospettati di argiria rivelerebbe numerosi piccoli granuli marroni o neri, che sono depositati in una distribuzione lineare lungo la membrana basale delle ghiandole eccrine. Ci sono anche depositi di granuli nelle fibre elastiche e di collagene all'interno del derma papillare. I depositi di argento possono essere confermati utilizzando la colorazione con ematossilina ed eosina sotto il microscopio.
L'epidermide è risparmiata, il che è una caratteristica che può essere utilizzata per distinguere l'argiria da altri disturbi di pigmentazione. Dal punto di vista istologico, l'argiria può essere confusa con il melanoma. Tuttavia, non è una condizione precancerosa né cancerosa.

### Segni e sintomi
L'anamnesi e l'analisi della storia clinica del paziente dovrebbe includere qualche tipo di esposizione all'argento. L'esame fisico del paziente mostra una discromia della pelle di colore blu o grigio, che può essere generalizzata o evidente solo in una zona localizzata del corpo. Anche la sclera, le mucose e le unghie di un individuo possono essere interessate. Le aree esposte al sole sono tipicamente più scure, e si ritiene che ciò sia il risultato diretto della luce solare che agisce come catalizzatore sulla riduzione dell'argento elementare, causando così una discromia pigmentata più scura.

### Diagnosi
L'argiria viene diagnosticata principalmente attraverso l'esclusione di altre condizioni, ed è spesso confermata dopo un'attenta valutazione della storia clinica e un esame fisico. Il criterio di riferimento per la diagnosi è una biopsia cutanea della regione interessata del corpo. Come discusso nella sezione istopatologia, una biopsia di una zona della pelle interessata mostrerà granuli marroni o neri depositati lungo la membrana basale, attorno alle ghiandole eccrine e ai follicoli piliferi. La spettroscopia a raggi X a dispersione di energia è la tecnica diagnostica per eccellenza e non invasiva. La dermatoscopia per l'argirosi localizzata e la biomicroscopia con lampada a fessura per l'argirosi sono altre metodiche utilizzate per la diagnosi.

### Trattamento
L'argiria è considerata una condizione cutanea permanente e irreversibile. Sono stati tentati molti potenziali trattamenti senza successo. Tra questi, la chelazione è stata sperimentata ma non è stata efficace. La dermoabrasione e l'idrochinone sono stati testati senza risultati notevoli.
Recentemente, alcuni studi hanno documentato un miglioramento temporaneo dell'aspetto estetico dopo trattamenti laser. Uno studio mette in evidenza l'uso della terapia laser con neodimio-dopato alluminio granato di ittrio (Nd:YAG) Q-switched e la sua utilità nella rimozione di tatuaggi molto scuri. Si è pensato che questo potesse essere utilizzato nel tentativo di ridurre la pigmentazione grigia e blu nei pazienti con argiria. Tuttavia, lo studio ha scoperto che la fluence di questa particolare terapia laser è troppo elevata per l'argiria, e ha causato sanguinamento puntiforme e un forte dolore.
Tuttavia, quando è stato utilizzato un laser Nd:YAG Q-switched a 1064 nm a bassa fluence con una modalità a "cappello alto", si è documentata una risoluzione riuscita della discromia dopo sette trattamenti. Purtroppo, questa risoluzione potrebbe essere solo temporanea, poiché sono stati documentati casi di argiria che si è ripresentata circa un anno dopo che è stata eseguita la terapia laser Nd:YAG Q-switched.

### Prognosi
L'argiria è esacerbata dalla continua ingestione o esposizione all'argento, a causa di un effetto cumulativo. Non migliora dopo la cessazione dell'esposizione. In definitiva, la prognosi è una discromia permanente della pelle nelle aree interessate. Sebbene non sia una condizione che mette in pericolo la vita, comporta un esito estetico sfavorevole.

### Complicazioni
L'argiria è la manifestazione dermatologica della tossicità da esposizione cronica all'argento. Tuttavia, se viene ingerita una grande quantità di composti contenenti argento in modo acuto, può verificarsi una tossicità da argento che può essere fatale. La dose necessaria per essere letale è di 50 mg o più di argento colloidale intravenoso. Ciò comporterebbe edema polmonare, emorragia e necrosi del midollo osseo, del fegato e dei reni.